# Winsor McCay
Winsor McCay (Spring Lake, Michigan, 1867. szeptember 26. ? – Brooklyn, 1934. július 26.) amerikai képregényrajzoló és animátor, aki úttörőmunkát végzett a képregény és rajzfilm-műfaj területén. Legismertebb alkotása a szecessziós stílusban készült A kis Nemo képregénysorozata, amit 1905-ben kezdett publikálni a New York Heraldban, és 1911-ben elkészült az animációs változata is.

## Élete
McCay születési ideje bizonytalan. Feltételezhetően Spring Lake-ben született és a teljes neve Zenas Winsor McKay (később a családnevét, McKay-t már McCay-ként írja). Michiganben nőtt fel és már korán tehetséget mutat a rajzolásban. Apja üzleti pályára szánta és kereskedelmi iskolába küldte, amit McCay idegesítőnek talált, de élvezte, hogy távol lehetett családjától.
Tehetségéből első bevételét megrendelésre készített portréfestészetből kapta, aminek darabját 25 centért adta el egy ún. „Dime Museum”-ban, amely olcsó mutatványos szórakozás helyszíne volt a munkásosztály számára. Gyorsan és ügyesen rajzol, így hamar népszerű lesz. McCay önbizalma megerősödik és rajztudását is fejleszti. 1889-ben Chicagóba költözik, és egy nyomda és poszter cégnél kezd dolgozni. Szobatársa ebben az időben Jules Guérin (később szintén híres illusztrátor).
1891-ben Cincinnatiba költözik, ahol ismét egy „Dime Museum”-ban dolgozik művészként. Itt házasodik meg és két gyermeke születik. 1899-ben rajzai jelennek meg a Life magazinnál, melynek főprofilja akkoriban még a humor. Később jobb állásajánlatnak köszönhetően New Yorkba költözik. 1904-ben már illusztrátorként tevékenykedik több újságnál. Még az év szeptemberében jelenik meg a sikeres rövid képregény sorozata, a Dream of the Rarebit Fiend, ami egészen 1911-ig fut az újságok hasábjain. Témája felnőtteknek szólt és központi eleme a fóbiák és rémálmok, amelyekre a rövid történetek szála épült.
Több különálló rövid történetet is rajzol, mint az Éhes Henrietta története (The Story of Hungry Henrietta) vagy a A Pilgrim's Progress. Újságképregényei általában néhány kockából vagy egy újságoldalból állnak. 1905 októberében, karrierje csúcsán alkotja meg mestermunkáját, a Kis Nemo Szundiországban első történeteit, ami a New York Herald hasábjain jelenik meg.
Animációs rajzfilmekkel kezd kísérletezni, első filmje, a Kis Nemo 4000 kockából áll, amit mind egymaga rajzol meg. Második rajzfilmje a How a Mosquito Operates (Hogyan működik a szúnyog) már 6000 képkockából épült fel.
Miután a Heraldnál lejárt a szerződése, átigazolt Hearst újságjához, az American-hez. Jogi okokból Nemo történetei itt In the Land of Wonderful Dreams (Csodás álmok földjén) munkacím alatt futottak. Ez idő tájt kezd dolgozni Gertie, a dinoszaurusz (Gertie the Dinosaur) animációs rajzfilmjén, ami 1914-ben mutatnak be. Később néhány első világháborús propagandaanyagot készít.
1934. július 26-án hunyt el.